# Коврик для мыши

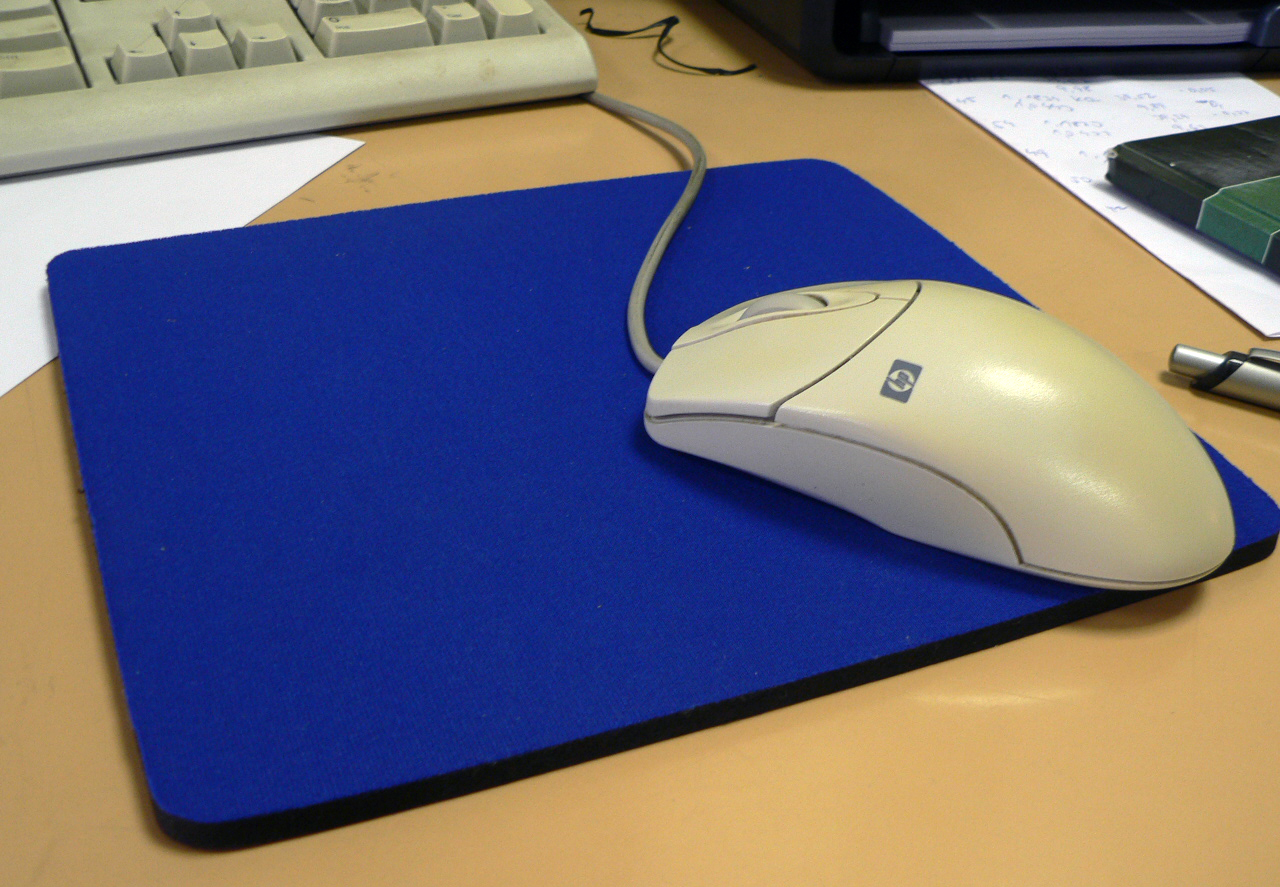
Мышь и коврик для мыши

Ко́врик для мы́ши — это поверхность для размещения и перемещения компьютерной мыши. Коврик для мыши повышает удобство использования мыши по сравнению с использованием мыши непосредственно на столе, предоставляя поверхность, позволяющую точно и без дрожания измерять движение. Некоторые коврики для мыши повышают эргономичность, обеспечивая мягкую подставку для запястья, хотя преимущества этого спорны.

## История
Во время презентации в 1968 году Дугласа Энгельбарта, посвященной публичному дебюту мыши, Энгельбарт использовал управление, разработанное Джеком Келли из Herman Miller, которое включало клавиатуру и вставную часть, используемую в качестве опорной области для мыши. По словам Келли, заявленным Алексом Пэнгом, Келли разработал первый коврик для мыши год спустя, в 1969 году.
Подробная информация о коврике для мыши, разработанном Армандо М. Фернандесом, была опубликована в журнале Xerox Disclosure Journal в 1979 году с описанием:

Механизм управления курсором ЭЛТ

Для облегчения работы указателя 10 ЭЛТ, в котором металлический шарик катится по твердой поверхности, может быть использована раскрытая прокладка. Эластичный резиноподобный материал 12 скреплен или иным образом прикреплен к твердому основному материалу 14, который удерживает резиноподобный материал плоским. Основание имеет четыре резиноподобные прокладки 16 на противоположной стороне от упругого материала для предотвращения скольжения прокладки, например, по поверхности стола.— Xerox Disclosure Journal, Том 4, Номер 6, Ноябрь/Декабрь 1979 года
К 1982 году большинство пользователей Xerox ball мышь использовали специальные подкладки для увеличения трения шарика в мыши.
Первым коммерческим производителем ковриков для мыши была компания Moustrak, основанная Бобом Макдермандом. Компания начала набирать обороты, когда Apple решила распространять свои коврики для мыши с логотипом Apple в компьютерных магазинах в Соединенных Штатах. Moustrak подписал лицензионные соглашения с Disney, Paramount и LucasFilm и рекламировался в журналах, включая MacWorld. Однако к концу 1980-х годов более дешевые коврики для мыши превратили этот продукт в товар.
Оксфордский словарь английского языка отслеживает термин mouse pad до публикации InfoWorld 24 августа 1983 года и преимущественно британский термин mousemat — до 17 октября 1989 года в публикации 3D.

## Преимущества

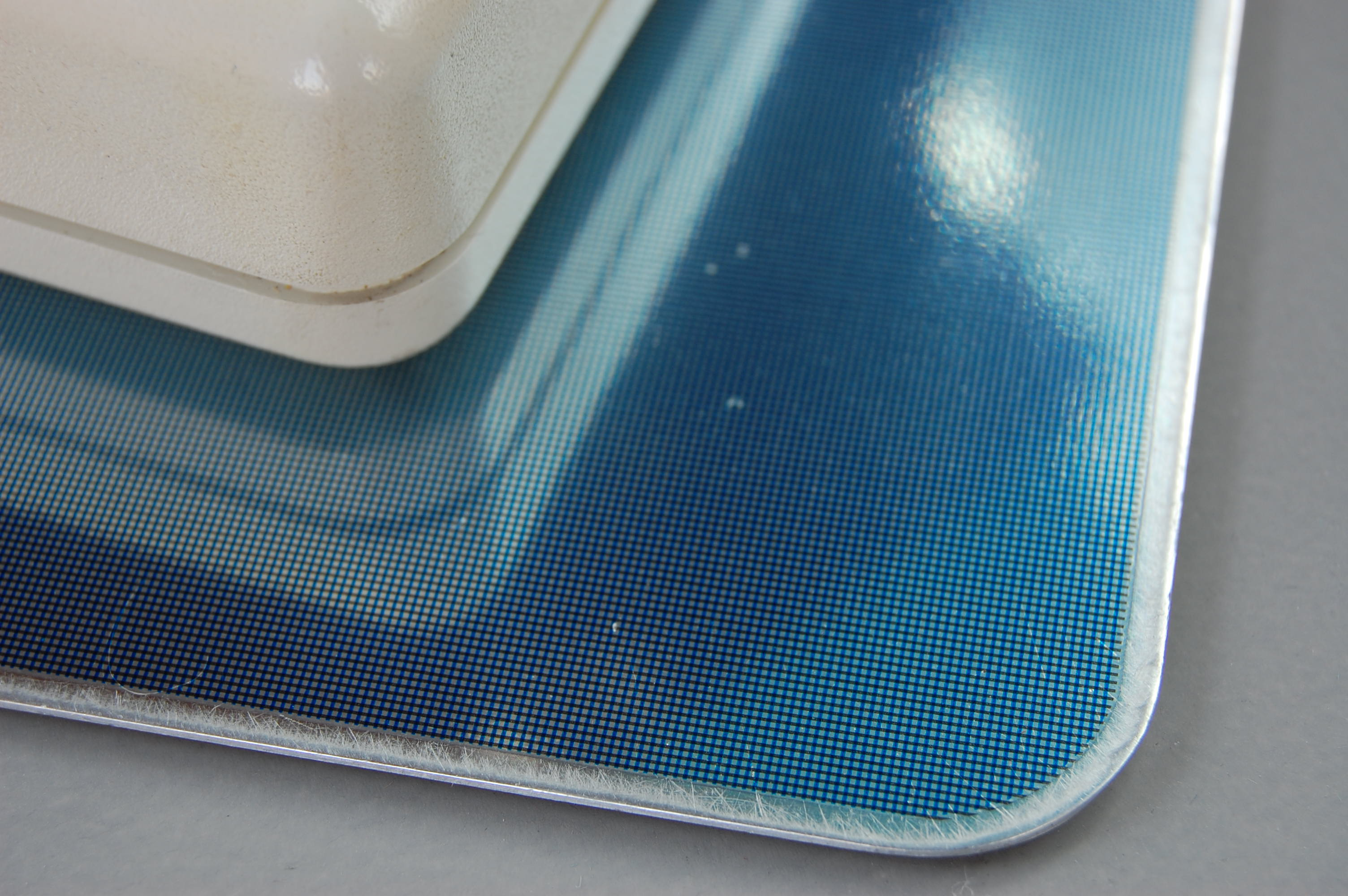
Коврик для мыши для ранних оптических мышей

Тремя наиболее важными преимуществами внедрения коврика для мыши были более высокая скорость, большая точность и комфорт для пользователя. Вторичным преимуществом было то, что стол или поверхность стола не царапались и не изнашивались при непрерывном трении с руками и мышью. Ещё одним преимуществом было уменьшение скопления мусора под мышкой, что привело к уменьшению дрожания курсора на дисплее. Также, важно чистить коврики для мыши.
Коврики для мыши можно чистить специальными моющими средствами, жидким мылом, ручной стиркой или химчисткой. Не все коврики для мыши можно стирать в машинке.
Когда оптические мыши, использующие оптические детекторы для обнаружения движения, впервые появились на рынке, им потребовались специальные коврики с напечатанными на них оптическими узорами. Современные оптические мыши могут работать с приемлемой степенью точности на обычной бумаге и других поверхностях. Однако некоторые пользователи оптических мышей (особенно геймеры, дизайнеры и другие активные пользователи) могут предпочесть коврик для комфорта, скорости и точности, а также для предотвращения износа стола или его поверхности.

## Типы

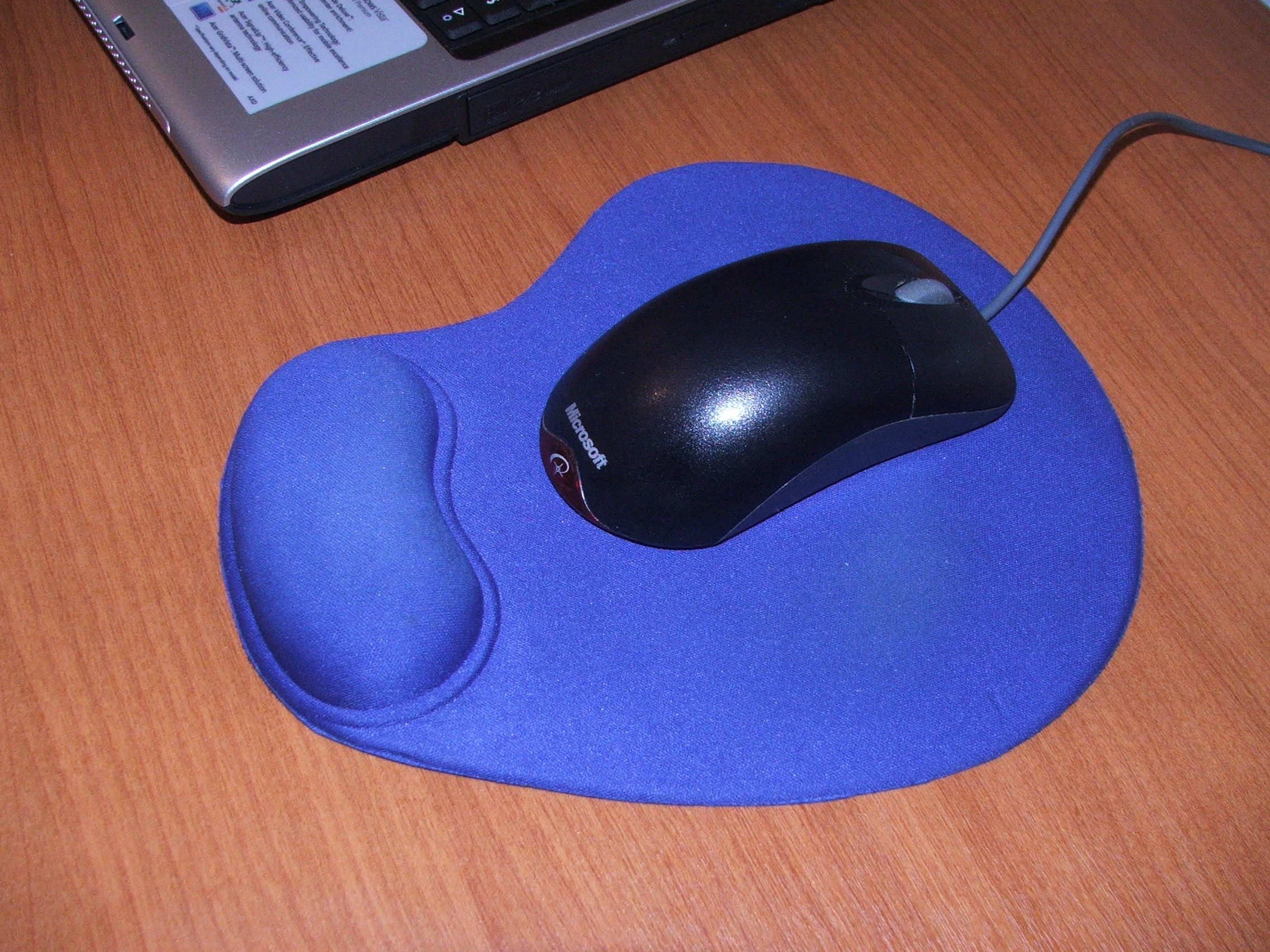
Коврик для мыши с мягкой подставкой для запястья

Существует множество ковриков для мыши с множеством различных текстурированных поверхностей, подходящих для различных типов технологий мыши. Покрытие из виниловой доски, благодаря своим естественным адгезивным свойствам, было популярным примерно в 1980 году.
После того как стальной шарик для мыши получил поверхность из силиконовой резины, популярный коврик для мыши с тканевой поверхностью был признан наиболее подходящим. Это помогло сохранить прорезиненную поверхность роликового шарика более чистой и обеспечило лучшее отслеживание, скорость и точность, чем просто поверхность стола. На таких поверхностях собиралась грязь, которая затем оседала на внутренних роликах, они фиксировали движение шарика. Грязные ролики вызывали беспорядочное движение курсора на экране.
У ранних типов оптических мышей была проблема с плохой работой на прозрачных или отражающих поверхностях, таких как стекло или полированное дерево. Эти поверхности, к которым часто относятся поверхности стола, вызывают дрожание и потерю отслеживания курсора дисплея при перемещении мыши по этим отражающим предметам. Использование ковриков для мыши с прецизионными поверхностями устраняет эффект точечного дрожания старых или некачественных оптических мышей.
Новые поколения ковриков для мыши оснащены системой беспроводной зарядки, что позволяет использовать беспроводную мышь без необходимости замены или подзарядки батареи. (например Logitech PowerPlay)

## Изготовление
Современные коврики для мыши обычно изготавливаются из резиновых смесей меньшей плотности (стирол с открытыми порами, бутадиеновый каучук или SBR с открытыми порами) с тканью, приклеенной к верхней поверхности. Жаккард — премиальный материал для игровых поверхностей. Обеспечивает идеальное, профессиональное скольжение мыши, что ценят самые изысканные пользователи, которым необходимо точное перемещение курсора. Мышь скользит быстро и четко. Края качественно прошиты оверлоком.
Однако было использовано много других типов веществ, включая ткань, пластмассы, переработанные резиновые шины, неопрен, силиконовую резину, кожу, стекло, пробку, дерево, алюминий, камень и нержавеющую сталь.

## Рекомендации
1. 1 2  The Demo (article on Engelbart's demo). Дата обращения: 26 февраля 2007. Архивировано 18 января 2008 года., final video
2. ↑  Doug Engelbart: The Demo (movie). Дата обращения: 26 февраля 2007. Архивировано 30 марта 2007 года., time: 1:12:35
3. ↑  Jack Kelley (Herman Miller page). Дата обращения: 26 февраля 2007. Архивировано из оригинала 29 октября 2006 года.
4. ↑  Alex Soojung-Kin Pang. The Making of the Mouse. Дата обращения: 26 февраля 2007. Архивировано из оригинала 29 сентября 2007 года.
5. ↑  CRT Cursor Control Mechanism Pad. Xerox Disclosure Journal (декабрь 1979). Дата обращения: 23 июля 2020. Архивировано 3 августа 2020 года.
6. ↑  Richard F. Lyon and Martin P. Haeberli (1982). Designing and Testing the Optical Mouse (PDF). VLSI Design (Jan./Feb). Архивировано (PDF) 31 марта 2022. Дата обращения: 19 мая 2022.
7. ↑  Smith, Ernie. The Best Mouse Pads Money Could Buy. Tedium. (12 июля 2016). Дата обращения: 25 июля 2016. Архивировано 2 февраля 2022 года.
8. ↑  Lewis, Peter H. (15 декабря 1987). PERSONAL COMPUTERS; Holiday Hardware. The New York Times. Архивировано 21 октября 2021. Дата обращения: 25 июля 2016.
9. ↑  Oxford English Dictionary Online, «mouse», compounds 20. d.
10. ↑  Система беспроводной зарядки Logitech G PowerPlay. www.logitechg.com. Дата обращения: 18 октября 2022. Архивировано 18 октября 2022 года.